# 大阪地方裁判所
大阪地方裁判所（おおさかちほうさいばんしょ）は、大阪府大阪市にある日本の地方裁判所の一つで、大阪府を管轄している。略称は、大阪地裁（おおさかちさい）。堺、岸和田に支部を置いている。

## 概説
大阪府を管轄しており、大阪地方裁判所には大阪市北区に置かれている本庁のほか、堺市堺区および岸和田市に地方裁判所と家庭裁判所の支部を設置している。前述の3箇所に池田市、豊中市、吹田市、茨木市、東大阪市、枚方市、富田林市、羽曳野市、泉佐野市の計9箇所を加えた12箇所に簡易裁判所を設置している。また本庁の所在地には、大阪第一〜第四検察審査会が、支部の所在地には堺検察審査会および岸和田検察審査会が、それぞれ設置されている。

## 所在地
- 本庁（大阪高等・地方・簡易裁判所合同庁舎）：大阪府大阪市北区西天満2丁目1-10　北緯34度41分44.8秒 東経135度30分15.2秒 / 北緯34.695778度 東経135.504222度
京阪中之島線なにわ橋駅下車　1番出口から徒歩5分。
地下鉄堺筋線・京阪本線北浜駅下車　26番出口から徒歩10分。
地下鉄御堂筋線・京阪本線淀屋橋駅下車　1番出口から徒歩10分。
大阪駅・阪急阪神大阪梅田駅からシティバス（62・88・103系統）利用。大江橋バス停下車徒歩5分。
- 執行部、事務局出納第二課：大阪府大阪市淀川区三国本町1丁目13-27　北緯34度43分54.4秒 東経135度29分16.2秒 / 北緯34.731778度 東経135.487833度
JR東海道線・地下鉄御堂筋線新大阪駅または阪急宝塚線三国駅から徒歩。
- 堺支部：大阪府堺市堺区南瓦町2-28　北緯34度34分24.5秒 東経135度28分55秒 / 北緯34.573472度 東経135.48194度
南海高野線堺東駅下車。徒歩数分(堺市役所西となり)。
南海本線堺駅（駅東側バスターミナル）から南海堺シャトルバス利用。堺市役所前下車すぐ。
- 岸和田支部：大阪府岸和田市加守町4丁目27-2　北緯34度28分19秒 東経135度23分35.5秒 / 北緯34.47194度 東経135.393194度
南海本線春木駅下車。徒歩12分。
阪和線久米田駅・南海泉北線和泉中央駅から南海ウイングバス南部（東ヶ丘線62・64系統岸和田駅前行き）利用。中央公園前下車。徒歩150m。
南海ウイングバス南部（福田線22系統）利用。藤井町下車。徒歩1.1km。

## 管轄
本庁
- 大阪市、豊中市、池田市、吹田市、高槻市、守口市、枚方市、茨木市、八尾市、寝屋川市、大東市、箕面市、門真市、摂津市、東大阪市、四條畷市、交野市、三島郡島本町、豊能郡豊能町、能勢町

堺支部
- 堺市、富田林市、河内長野市、松原市、柏原市、羽曳野市、高石市、藤井寺市、大阪狭山市、南河内郡太子町、河南町、千早赤阪村

岸和田支部
- 岸和田市、泉大津市、貝塚市、泉佐野市、和泉市、泉南市、阪南市、泉北郡忠岡町、泉南郡熊取町、田尻町、岬町

※ただし、行政事件は本庁で、岸和田支部管内の合議事件、少年事件または裁判員の参加する刑事裁判は堺支部でそれぞれ取り扱う。

## 知的財産権事件
2005年4月1日施行の知財高裁設置法により、知的財産権に関する第一審のうち、次のものは、大阪地方裁判所（大阪高等裁判所管轄府県以西）と東京地方裁判所（名古屋高等裁判所管轄県以東）の2裁判所の専属管轄となる。
1. 特許権事件
2. 実用新案事件
3. 半導体集積回路の回路配置利用権事件
4. プログラムの著作権に関する事件（特許庁の審決等に対する取消訴訟については、東京高等裁判所の専属管轄（特許法178条）で除外される）

第一審の裁判所を管轄する高裁が、その管轄地域の控訴審の管轄の高等裁判所となる。特許庁の審決等に対する取消訴訟については、東京高裁の専属管轄（特許法178条）で除外される。なお「知的財産高等裁判所」は、第一審の裁判所を管轄する高裁のうち、技術型訴訟の控訴審に関してのみ所管する。技術型訴訟は、東京高裁内在の「知的高等裁判所」管轄のみの専属管轄。
上告審は最高裁判所である。特許権事件のうち、特許庁の審決等に対する取消訴訟は、特許法178条により、東京高等裁判所の専属管轄であり、東京知的財産権高等裁判所がその第1審となる。
非技術型は、第1審は、各地裁、東京地裁（京都府・滋賀県・奈良県・和歌山県以西）、大阪地裁（福井県・岐阜県・三重県以東）の競合管轄（民事訴訟法6条の2等）、その控訴審は第一審の裁判所を管轄する高等裁判所、上告審は最高裁判所である。

## 専門部
集中部を含む。
- 保全部 - 第1民事部
- 租税・行政部 - 第2、第7民事部
- 商事部 - 第4民事部
- 労働部 - 第5民事部
- 倒産部 - 第6民事部
- 建築・調停部 - 第10民事部
- 執行部 - 第14民事部
- 交通部 - 第15民事部
- 医事部 - 第17、第19、第20民事部
- 知的財産部 - 第21、第26民事部
- 令状部 - 第10刑事部

## 歴代所長
括弧内は任期、異動先等の順。
- 池田良兼（1995年 - 1997年 名古屋高等裁判所長官）
- 逢坂芳雄（1997年 - 1999年 ）
- 上野茂（1999年 - 2001年1月 高松高等裁判所長官）
- 鳥越健治（2001年1月 - 2005年5月 広島高等裁判所長官）
- 大山隆司（2005年5月 - 2007年1月 札幌高等裁判所長官）
- 佐々木茂美（2007年1月 - 2010年1月　司法研修所所長）
- 吉野孝義（2010年1月 - 2012年6月 定年退官、大阪大学大学院高等司法研究科教授、弁護士）
- 二本松利忠 (2012年6月 - 2014年5月 定年退官、京都大学大学院法学研究科教授)
- 小佐田潔 (2014年5月 - 2016年3月 定年退官)
- 並木正男(2016年3月 - 2017年3月 定年退官、神戸簡易裁判所判事)
- 小野憲一 (2017年3月 - 2020年2月 福岡高等裁判所長官）
- 中本敏嗣 (2020年2月 - 2022年1月 定年退官)
- 宮崎英一 (2022年1月 - )

## 裁判での出来事
- 大阪地裁法廷内連続暴行事件 - 2006年から2008年にかけて、同一の被告人が大阪地裁の法廷において、検察官や刑務官に暴行を加え、その都度起訴され有罪判決が言い渡された事件。検察官や刑務官に暴行を加えたことで新たな事件として起訴され、当該事件の公判でまた暴行を加え、新たに起訴される、という流れが繰り返された。
- 被告人に対するプライバシー侵害問題 - 大阪地方裁判所が、2008年12月26日に行われた窃盗事件の公判に於いて、「結核の恐れあり」と張り紙などで告知し、傍聴人にマスクを配布、公判に訪れた全員がマスクを着用した[1]。
- 裁判官が傍聴者に「うるさい」と発言 - 大阪地方裁判所で2011年4月7日に行われた、試用期間中の解雇を巡る民事訴訟の判決で、原告の請求を棄却する判決が言い渡されたが、この判決に対し、傍聴席にいた原告の支援者らが、判決理由の説明などを求め騒いだ。これに対し、裁判官の1人が「うるさい」と発言したため、支援者らは抗議の意味でさらに法廷内に居座ったが、当該の裁判官は一切謝罪しなかった[2]。
- 口頭弁論を公開せず結審 - 大阪地裁が2021年3月に判決を出した民事訴訟について、最終の口頭弁論を公開しないまま結審させていたことが、2021年12月に判明。この訴訟は同年に控訴審の大阪高等裁判所が「憲法上の『公開法廷の原則』に対する重大違反」として、審理を大阪地裁に差し戻した[3]。

## 裁判所外での出来事
- 大阪地裁所長襲撃事件 - 2004年2月16日の夜、徒歩で帰宅中の鳥越健治（当時大阪地裁所長）が、大阪市住吉区の住宅街で若者の集団に襲撃され、現金6万3千円を強奪された上、骨盤骨折などで全治2ヶ月の重傷を負ったものである。2人の成人男性が逮捕・起訴、2人の少年が大阪家庭裁判所へ送致、残る少年1人が児童自立支援施設へ送致されたが、裁判では成人男性2人の無罪が確定し、少年審判でも少年2人の不処分決定が確定した。真犯人は捕まらないまま時効が成立した。